# Lacinipolia implicata
Lacinipolia implicata là một loài bướm đêm trong họ Noctuidae.